# 13 Armia (RFSRR)

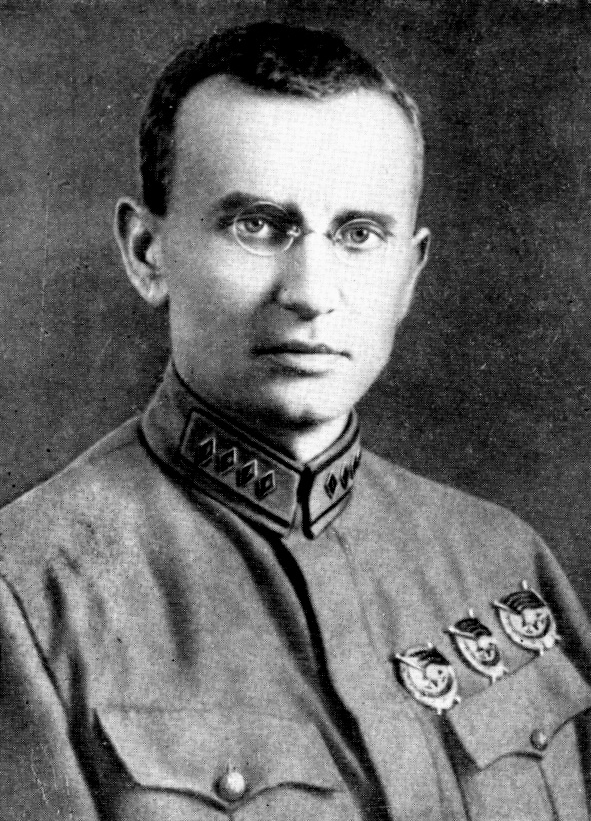
Ijeronim Uborewicz, ostatni dowódca 13 Armii

13 Armia (ros. 13-я армия) − jedna z armii radzieckich w okresie wojny domowej w Rosji 1918–1922. 
Armia została utworzona 3 października 1918 i funkcjonowała do 29 maja 1921. W 1919 dowodzona przez Anatolija Giekkera wspólnie z 14 Armią w walkach w rejonie Orła i Kromami pokonała wojska białogwardyjskiego gen. Aleksandra Kutiepowa.

## Dowódcy
- Innokientij Kożewnikow (6 marca − 16 kwietnia 1919)
- Anatolij Gekker (16 kwietnia 1919 − 18 lutego 1920)
- Iwan Pauka (18 lutego − 5 czerwca 1920)
- Robert Ejdeman (5 czerwca − 10 lipca 1920)
- Ijeronim Uborewicz (10 lipca − 11 listopada 1920)